# Étienne Lespinasse
Pour les articles homonymes, voir Lespinasse.
Étienne Lespinasse, né le 24 juillet 1743 à Amsterdam et mort dans cette ville le 31 octobre 1804, est un homme politique néerlandais.

## Biographie
Étienne Lespinasse, d'origine française, naît à Amsterdam où son père tient un magasin de produits français. Lui-même devient marchand.
Après la proclamation de la République batave en janvier 1795, il est élu à l'assemblée provisoire de Hollande et à la municipalité d'Amsterdam. En juin 1796, il est élu député d'Amsterdam à la première assemblée nationale batave. À partir de 1798, il siège au comité des Indes occidentales.